# Periyar E.V. Ramaswamy
Periyar E.V. Ramaswamy (EVR, även Thanthai Periyar), född 17 september 1879, död 24 december 1973, var en ledande tamilnationalist under 1930-talet och framåt i södra Indien. Periyar var högkastig (naicker) och ateist. Han var motståndare till kastsystemet.
Periyar ledde ett politiskt parti med namnet Dravida Kazhagam. Hans närmaste medarbetare C N Annadurai bröt sig sedermera ut och bildade partiet Dravida Munnetra Kazhagam, som fortfarande existerar.